# Ambrogio Bianchi
Ambrogio Bianchi (Cremona, 17 de outubro de 1771 - Roma, 3 de março de 1856) é um cardeal italiano do século xix °.

## Biografia
Ambrogio Bianchi foi abade geral em 1835 da Congregação Beneditina dos Camaldolenses da Fonte Avellana e membro da Cúria Romana. O Papa Gregório XVI o criou cardeal in pectore durante o consistório de 6 de abril de 1835. Em 1836, Ambrogio Bianchi era prefeito da Congregação para a disciplina do clero regular. Sua criação é publicada em 8 de julho de 1839. Ele participou do conclave de 1846, durante o qual o Papa Pio IX foi eleito.
Ambrogio Bianchi é autor de vários livros.

## Link externo
- Fiche du cardinal sur le site de FIU
- Fiche de Predefinição:Mgr sur Catholic-hierarchy